# Thomas Weber (homme politique)
 (septembre 2022).
Si vous disposez d'ouvrages ou d'articles de référence ou si vous connaissez des sites web de qualité traitant du thème abordé ici, merci de compléter l'article en donnant les références utiles à sa vérifiabilité et en les liant à la section « Notes et références ».
Pour les articles homonymes, voir Thomas Weber et Weber.
Thomas Weber né le 23 novembre 1961 à Bâle est une personnalité politique suisse membre de l'Union démocratique du centre.

## Biographie
Thomas Weber est ingénieur diplômé de l'école polytechnique fédérale de Zurich. 
Avant d'entamer sa carrière politique, il dirigeait le centre de l'OFROU de Zofingue, chargé des infrastructures routières nationales pour la Suisse centrale et du nord-ouest. 
Il milite dans la section cantonale de l'Union démocratique du centre dont il sera président de 2004 à 2005. En 2011, il est élu député cantonal. 
Le 21 avril 2013 il est élu au deuxième tour au poste de conseiller d'État du Canton de Bâle-Campagne lors du scrutin partiel visant à remplacer Adrian Ballmer (de). Il est confirmé pour le mandat 2015-2019 lors de l'élection générale du conseil d'État du 8 février 2015. Lors de cette mandature, le parlement cantonal l'élit (par 81 voix sur 84) président du conseil d'État pour la période de juillet 2016 à juin 2017. Il est de nouveau confirmé pour le mandat 2019-2023 lors de l'élection générale du conseil d'État du 31 mars 2019. Il dirige les départements cantonaux de l'économie et de la santé. 
Il préside le comité d'organisation de la fête fédérale de lutte et des jeux alpestres qui se déroulera à Pratteln en août 2022. 
En tant qu'officier d'état-major dans l'armée suisse, il a été actif de 1981 à 2011 (jusqu'au grade de colonel).
Thomas Weber est marié et a trois fils adultes.